# Benegiles
Benegiles est une commune espagnole de la province de Zamora dans la Communauté autonome de Castille-et-León.